# Papoušek karmínový
Papoušek karmínový (Alisterus chloropterus) je druh papouška, spolu s papouškem královským a papouškem amboinským jeden ze tří druhů papoušků z rodu Alisterus.

## Výskyt

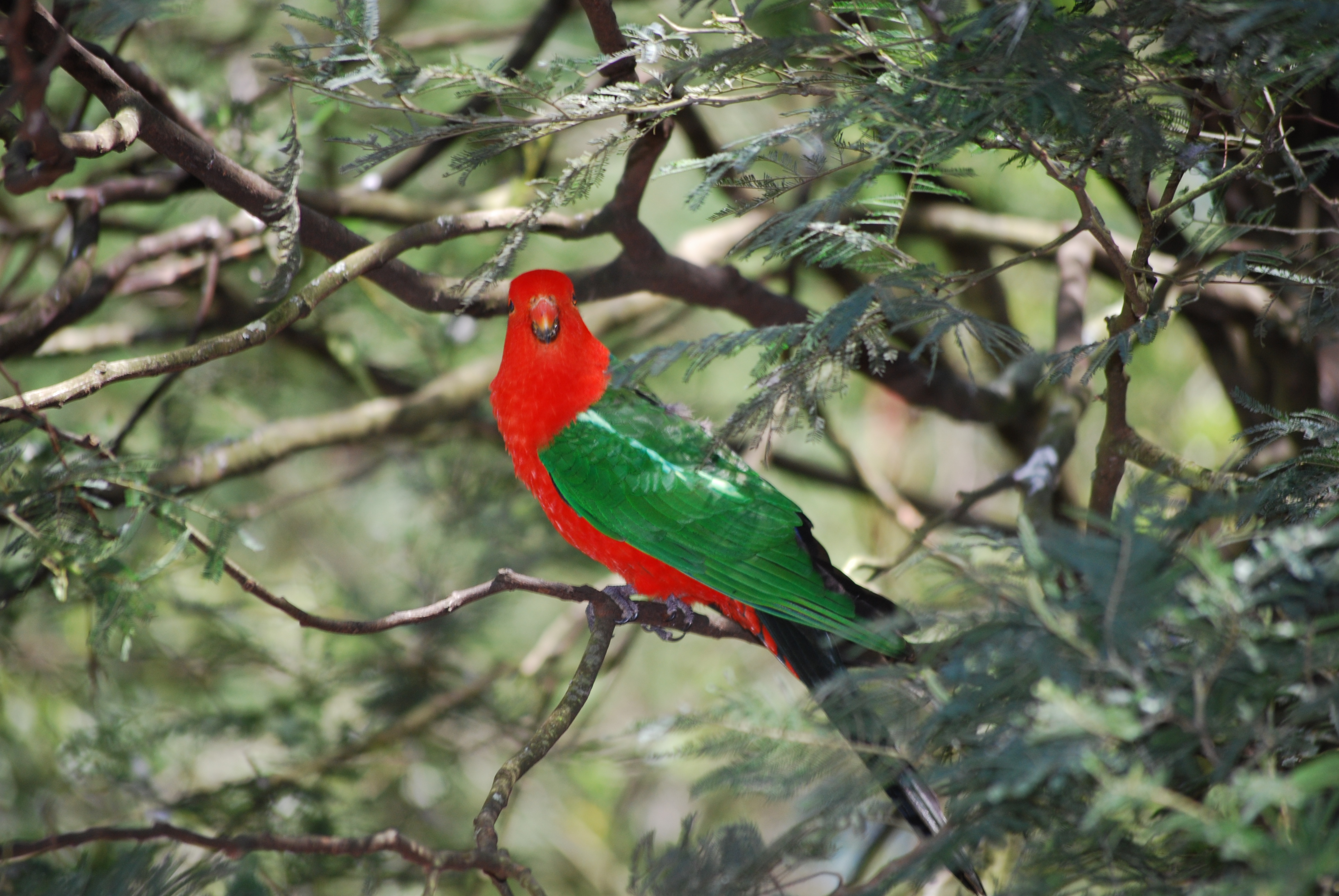
Papoušek karmínový ve volné přírodě

Papoušek karmínový je endemickým druhem na ostrově Nová Guinea. Žije ve středu a na východě ostrova východně od pohoří Weyland v pralesích ve výšce až 2 600 m n. m.

## Popis

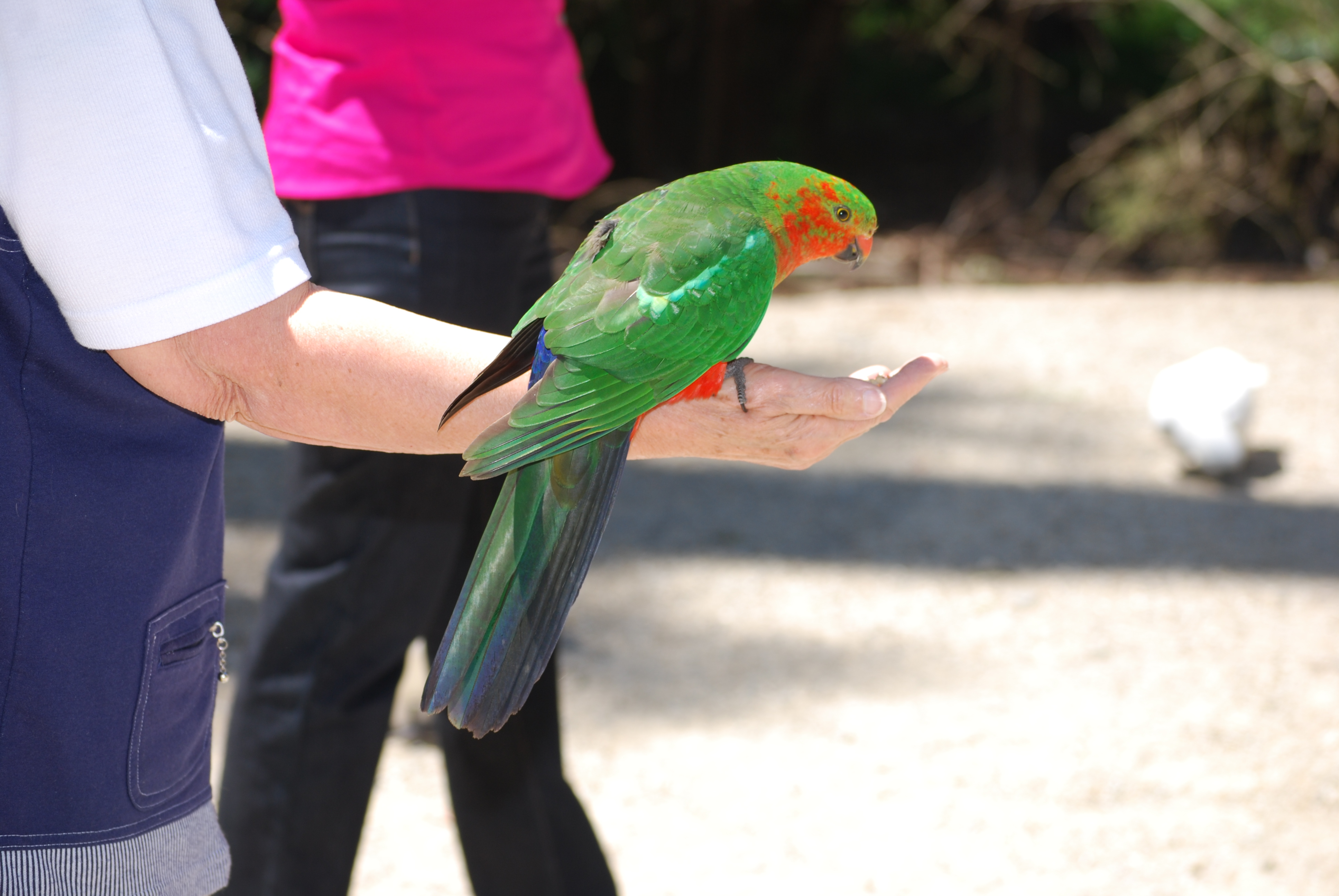
Samice papouška karmínového

Papoušek je vysoký 36 cm i s dlouhým ocasem a váží 138 až 190 g. Samec má červenou hlavu a celé tělo, křídla jsou tmavě zelená se světle zeleným peřím v okolí, kde začínají, hřbet, záda a ocas jsou tmavě modré. Samice se liší zeleným temenem hlavy, zeleným hřbetem a na hrudníku má příčné zelené pruhy. Obě pohlaví mají černé nohy, oranžové duhovky očí a oranžovo-červenou horní část zobáku, přičemž jeho zbytek je černý.

## Poddruhy
Papoušek karmínový se dělí na tři poddruhy:
- Alisterus chloropterus callopterus (papoušek karmínový horský[2]) – žije v Novoguinejské vysočině západně od pohoří Weyland, řeky Sepik a řeky Fly
- Alisterus chloropterus chloropterus (papoušek karmínový východní[2]) – žije na východě Nové Guineje až k poloostrovu Huon a zálivu Hall
- Alisterus chloropterus moszkowskii (papoušek karmínový severní[2])– žije na severu Nové Guineje od zálivu Cenderwadish k regionu Aitape

## Chování
Papoušci se vyskytují buďto samostatně, po dvojicích nebo až po deseti jedincích. Živí se bobulemi, ovocem a různými druhy hmyzu. V době hnízdění si vytváří hnízdo v dutinách stromů. Po spáření snese samice dvě až tři vejce, na kterých sedí dvacet dní, než se vylíhnou. Mláďata hnízdo opouštějí pět týdnů po vylíhnutí.